# Escalada esportiva nos Jogos Olímpicos de Verão de 2024 - Velocidade feminino
A competição de velocidade feminino da escalada esportiva nos Jogos Olímpicos de Verão de 2024 foi disputada em 5 e 7 de agosto de 2024 no Local de Escalada Esportiva de Le Bourget, em Saint-Denis. Um total de 14 escaladoras de nove Comitês Olímpicos Nacionais (CON) participaram do evento. Foi a primeira aparição da disciplina como um evento próprio em Jogos Olímpicos.

## Qualificação
Um total de 14 escaladoras se classificaram ao evento de velocidade em Paris 2024. Cada Comitê Olímpico Nacional (CON) só poderia inscrever no máximo duas competidoras, com as vagas sendo atribuídas nominalmente as escaladoras.

## Calendário
Horário local (UTC+2)
| Data                | Horário           | Fase                                         |
| ------------------- | ----------------- | -------------------------------------------- |
| 5 de agosto de 2024 | 13:00 13:35       | Qualificação das eliminatórias Eliminatórias |
| 7 de agosto de 2024 | 12:35 12:46 12:54 | Quartas de final Semifinal Final             |

## Medalhistas
| Ouro   | POL Aleksandra Mirosław |
| Prata  | CHN Deng Lijuan         |
| Bronze | POL Aleksandra Kałucka  |

## Recordes
Antes desta competição, os seguintes recordes eram estabelecidos:
| Velocidade       | Velocidade          | Velocidade | Velocidade | Velocidade             |
| ---------------- | ------------------- | ---------- | ---------- | ---------------------- |
| Recorde mundial  | Aleksandra Mirosław | 6.24       | Roma       | 15 de setembro de 2023 |
| Recorde olímpico | Aleksandra Mirosław | 6.84       | Tóquio     | 6 de agosto de 2021    |

## Resultados

### Qualificação das eliminatórias
Cada escaladora subiu em duas linhas, com o melhor tempo sendo considerado. Os resultados definiram os emparelhamentos das eliminatórias.
| Pos. | Escaladora                      | Linha A | Linha B | Melhor tempo | Notas           |
| ---- | ------------------------------- | ------- | ------- | ------------ | --------------- |
| 1    | POL Aleksandra Mirosław         | 6.06    | 6.21    | 6.06         | Recorde mundial |
| 2    | USA Emma Hunt                   | 6.79    | 6.36    | 6.36         | Recorde pessoal |
| 3    | POL Aleksandra Kałucka          | 6.47    | 6.389   | 6.389        | Recorde pessoal |
| 4    | CHN Zhou Yafei                  | 6.54    | 6.389   | 6.389        | Recorde pessoal |
| 5    | CHN Deng Lijuan                 | 6.43    | 6.40    | 6.40         | Recorde pessoal |
| 6    | INA Desak Made Rita Kusuma Dewi | 6.52    | 6.45    | 6.45         |                 |
| 7    | INA Rajiah Sallsabillah         | 6.67    | 6.58    | 6.58         | Recorde pessoal |
| 8    | ESP Leslie Romero Pérez         | 6.94    | 6.89    | 6.89         |                 |
| 9    | USA Piper Kelly                 | 7.47    | 7.39    | 7.39         |                 |
| 10   | FRA Capucine Viglione           | 9.72    | 7.53    | 7.53         |                 |
| 11   | ITA Beatrice Colli              | 8.18    | 10.51   | 8.18         |                 |
| 12   | NZL Sarah Tetzlaff              | 8.39    | 8.64    | 8.39         | Recorde pessoal |
| 13   | FRA Manon Lebon                 | 9.09    | Queda   | 9.09         |                 |
| 14   | RSA Aniya Holder                | 9.61    | 9.12    | 9.12         | Recorde pessoal |

### Eliminatórias
As vencedoras de cada bateria avançam para as quartas de final. A perdedora com o melhor tempo na qualificação das eliminatórias também avança.
| Bateria | Linha | Escaladora                      | Tempo | Notas           |
| ------- | ----- | ------------------------------- | ----- | --------------- |
| 1       | A     | POL Aleksandra Mirosław         | 6.10  | Q               |
| 1       | B     | RSA Aniya Holder                | 9.36  |                 |
| 2       | A     | USA Emma Hunt                   | 6.38  | Q               |
| 2       | B     | FRA Manon Lebon                 | 7.07  |                 |
| 3       | A     | POL Aleksandra Kałucka          | 6.65  | Q               |
| 3       | B     | NZL Sarah Tetzlaff              | 8.41  |                 |
| 4       | A     | CHN Zhou Yafei                  | 6.55  | Q               |
| 4       | B     | ITA Beatrice Colli              | 6.84  | Recorde pessoal |
| 5       | A     | CHN Deng Lijuan                 | 6.55  | Q               |
| 5       | B     | FRA Capucine Viglione           | 6.86  |                 |
| 6       | A     | INA Desak Made Rita Kusuma Dewi | 6.38  | Q               |
| 6       | B     | USA Piper Kelly                 | 8.43  |                 |
| 7       | A     | INA Rajiah Sallsabillah         | Queda | q               |
| 7       | B     | ESP Leslie Romero Pérez         | 7.26  | Q               |

### Fase final
A fase final da velocidade foi realizada em 7 de agosto de 2024 em confrontos eliminatórios até a definição das medalhistas.
|  | Quartas de final           | Quartas de final       |                         |                         | Semifinal              | Semifinal           |  |  | Final | Final |
|  |                            |                        |                         |                         |                        |                     |  |  |       |       |
|  |                            |                        |                         |                         |                        |                     |  |  |       |       |
|  |                            |                        |                         |                         |                        |                     |  |  |       |       |
|  | POL Aleksandra Mirosław    | 6.35                   |                         |                         |                        |                     |  |  |       |       |
|  | POL Aleksandra Mirosław    | 6.35                   |                         |                         |                        |                     |  |  |       |       |
|  | ESP Leslie Romero Pérez    | 7.06                   |                         |                         |                        |                     |  |  |       |       |
|  | ESP Leslie Romero Pérez    | 7.06                   | POL Aleksandra Mirosław | 6.19                    |                        |                     |  |  |       |       |
|  |                            |                        | POL Aleksandra Mirosław | 6.19                    |                        |                     |  |  |       |       |
|  |                            | POL Aleksandra Kałucka | 6.34                    |                         |                        |                     |  |  |       |       |
|  | POL Aleksandra Kałucka     | POL Aleksandra Kałucka | 6.34                    | 6.49                    |                        |                     |  |  |       |       |
|  | POL Aleksandra Kałucka     |                        |                         | 6.49                    |                        |                     |  |  |       |       |
|  | CHN Zhou Yafei             | 6.58                   |                         |                         |                        |                     |  |  |       |       |
|  | CHN Zhou Yafei             | 6.58                   | POL Aleksandra Mirosław | 6.10                    |                        |                     |  |  |       |       |
|  |                            |                        | POL Aleksandra Mirosław | 6.10                    |                        |                     |  |  |       |       |
|  |                            | CHN Deng Lijuan        | 6.18                    |                         |                        |                     |  |  |       |       |
|  | USA Emma Hunt              | CHN Deng Lijuan        | 6.18                    | 7.98                    |                        |                     |  |  |       |       |
|  | USA Emma Hunt              |                        |                         | 7.98                    |                        |                     |  |  |       |       |
|  | INA Rajiah Sallsabillah    | 6.54                   |                         |                         |                        |                     |  |  |       |       |
|  | INA Rajiah Sallsabillah    | 6.54                   | INA Rajiah Sallsabillah | 6.41                    | Disputa pelo bronze    | Disputa pelo bronze |  |  |       |       |
|  |                            |                        | INA Rajiah Sallsabillah | 6.41                    | Disputa pelo bronze    | Disputa pelo bronze |  |  |       |       |
|  |                            | CHN Deng Lijuan        | 6.38                    |                         |                        |                     |  |  |       |       |
|  | INA Desak Rita Kusuma Dewi | CHN Deng Lijuan        | 6.38                    | 6.369                   | POL Aleksandra Kałucka | 6.53                |  |  |       |       |
|  | INA Desak Rita Kusuma Dewi |                        |                         | 6.369                   | POL Aleksandra Kałucka | 6.53                |  |  |       |       |
|  | CHN Deng Lijuan            | 6.363                  |                         | INA Rajiah Sallsabillah | 8.24                   |                     |  |  |       |       |
|  | CHN Deng Lijuan            | 6.363                  |                         |                         | 8.24                   |                     |  |  |       |       |
|  |                            |                        |                         |                         |                        |                     |  |  |       |       |
|  |                            |                        |                         |                         |                        |                     |  |  |       |       |